# Dennis Kofi Agbenyadzi
Dennis Kofi Agbenyadzi SMA (ur. 9 października 1964 w Kadjebi-Akan) – środkowoafrykański duchowny katolicki, biskup Berbérati od 2012.

## Życiorys
Święcenia kapłańskie otrzymał 12 lipca 1997 w Stowarzyszeniu Misji Afrykańskich. Po święceniach pracował duszpastersko w Berbérati, zaś w 2005 został dyrektorem domu formacyjnego w Bangui. Od 2004 zasiadał także w zarządzie regionalnym stowarzyszenia (najpierw jako zastępca przełożonego, a od 2007 jako przełożony regionalny).
14 maja 2012 papież Benedykt XVI mianował go ordynariuszem diecezji Berbérati. Sakry biskupiej udzielił mu 22 lipca 2012 prefekt Kongregacji ds. Ewangelizacji Narodów - kard. Fernando Filoni.